# Сельское поселение «Село Гремячево»
Се́льское поселе́ние «Село Гремячево» — муниципальное образование в Перемышльском районе Калужской области Российской Федерации.
Административный центр — село Гремячево.

## История
Статус и границы сельского поселения установлены Законом Калужской области от 1 ноября 2004 года № 369-ОЗ «Об установлении границ муниципальных образований, расположенных на территории административно-территориальных единиц „Думиничский район“, „Кировский район“, „Медынский район“, „Перемышльский район“, „Сухиничский район“, „Тарусский район“, „Юхновский район“, и наделении их статусом городского поселения, сельского поселения, муниципального района».

## Население
| 2010 | 2012 | 2013 | 2014 | 2015 | 2016 | 2017 |
| ---- | ---- | ---- | ---- | ---- | ---- | ---- |
| 346  | ↘332 | ↗337 | ↘330 | ↘326 | ↘324 | ↗339 |
| 2018 | 2019 | 2020 | 2021 |      |      |      |
| ↘326 | ↘322 | ↘318 | →318 |      |      |      |

## Состав сельского поселения
В поселение входят 4 населённых пункта:
| № | Населённый пункт | Тип населённого пункта       | Население |
| - | ---------------- | ---------------------------- | --------- |
| 1 | Букреево         | деревня                      | ↘1        |
| 2 | Гремячево        | село, административный центр | ↘255      |
| 3 | Зимницы          | деревня                      | ↘80       |
| 4 | Раздол           | деревня                      | ↘10       |